# Erwin Pfänder
Erwin Pfänder (* 16. März 1937 in Dortmund) ist ein deutscher Politiker und ehemaliger nordrhein-westfälischer Landtagsabgeordneter der SPD.

## Leben und Beruf
Nach dem Besuch der Volksschule und der Realschule absolvierte er eine Verwaltungslehre. Pfänder legte die erste und die zweite Verwaltungsprüfung ab und war als Beamter des gehobenen Dienstes, zuletzt als Oberamtsrat, bis 1975 bei der Stadt Dortmund beschäftigt. Von 1979 bis 1983 war er als kaufmännischer Angestellter tätig. 1991 wurde er Direktor der Wohnungsbauförderungsanstalt des Landes Nordrhein-Westfalen.
Der SPD trat Pfänder 1959 bei. Er ist in zahlreichen Gremien der Partei tätig. Seit Jahren ist er Mitglied verschiedener DGB-Gewerkschaften.

## Abgeordneter
Vom 28. Mai 1975 bis zum 30. April 1991 war Pfänder Mitglied des Landtags des Landes Nordrhein-Westfalen. Er wurde jeweils im Wahlkreis 110 bzw. 131  Dortmund II direkt gewählt. In der elften Wahlperiode schied er am 30. April 1991 aus dem Landtag aus.